# Crazy Water
Crazy Water è un brano composto ed interpretato da Elton John; il testo è di Bernie Taupin.

## Il brano
È la settima traccia dell'album Blue Moves (1976) e fu pubblicato come singolo nel Regno Unito il 4 febbraio 1977.
Oltre a presentare la nuova formazione della Elton John Band (composta ora da Caleb Quaye alla chitarra, Kenny Passarelli al basso, Roger Pope alla batteria e James Newton Howard alle tastiere, oltre che dagli storici Davey Johnstone e Ray Cooper) mette in evidenza Toni Tennille (membro del duo Captain & Tennille) ai cori e un clavinet suonato da Howard.
Il testo di Bernie (letteralmente Acqua turbinosa), come al solito abbastanza enigmatico, sembra riferirsi alla dura e pericolosa vita dei marinai.
Crazy Water, mai eseguita live (ad eccezione dei rarissimi spettacoli solo piano e percussioni con Ray Cooper), raggiunse la 27ª posizione in Gran Bretagna ed entrò anche nelle classifiche scandinava e svizzera.